# Catoxyethira fasciata
Catoxyethira fasciata is een schietmot uit de familie Hydroptilidae. De soort komt voor in het Afrotropisch gebied.